# Sechellophryne pipilodryas
Sechellophryne pipilodryas är en groddjursart som först beskrevs av Gerlach och Willi 2003.  Sechellophryne pipilodryas ingår i släktet Sechellophryne och familjen Sooglossidae. IUCN kategoriserar arten globalt som sårbar. Inga underarter finns listade i Catalogue of Life.